# Mélanie Astles
Vous pouvez aider à l'améliorer ou bien discuter des problèmes sur sa page de discussion.
- Cet article biographique nécessite des références supplémentaires pour assurer sa vérifiabilité. (Marqué depuis décembre 2016)
- Sa forme n’est pas encyclopédique et ressemble trop à un curriculum vitæ. Modifiez le texte pour aider à le transformer en article neutre. (Marqué depuis décembre 2016)

- Archive Wikiwix
- Bing
- Cairn
- DuckDuckGo
- E. Universalis
- Gallica
- Google
- G. Books
- G. News
- G. Scholar
- Persée
- Qwant
- (zh) Baidu
- (ru) Yandex
- (wd) trouver des œuvres sur Wikidata

Mélanie Astles est une pilote de voltige aérienne française.

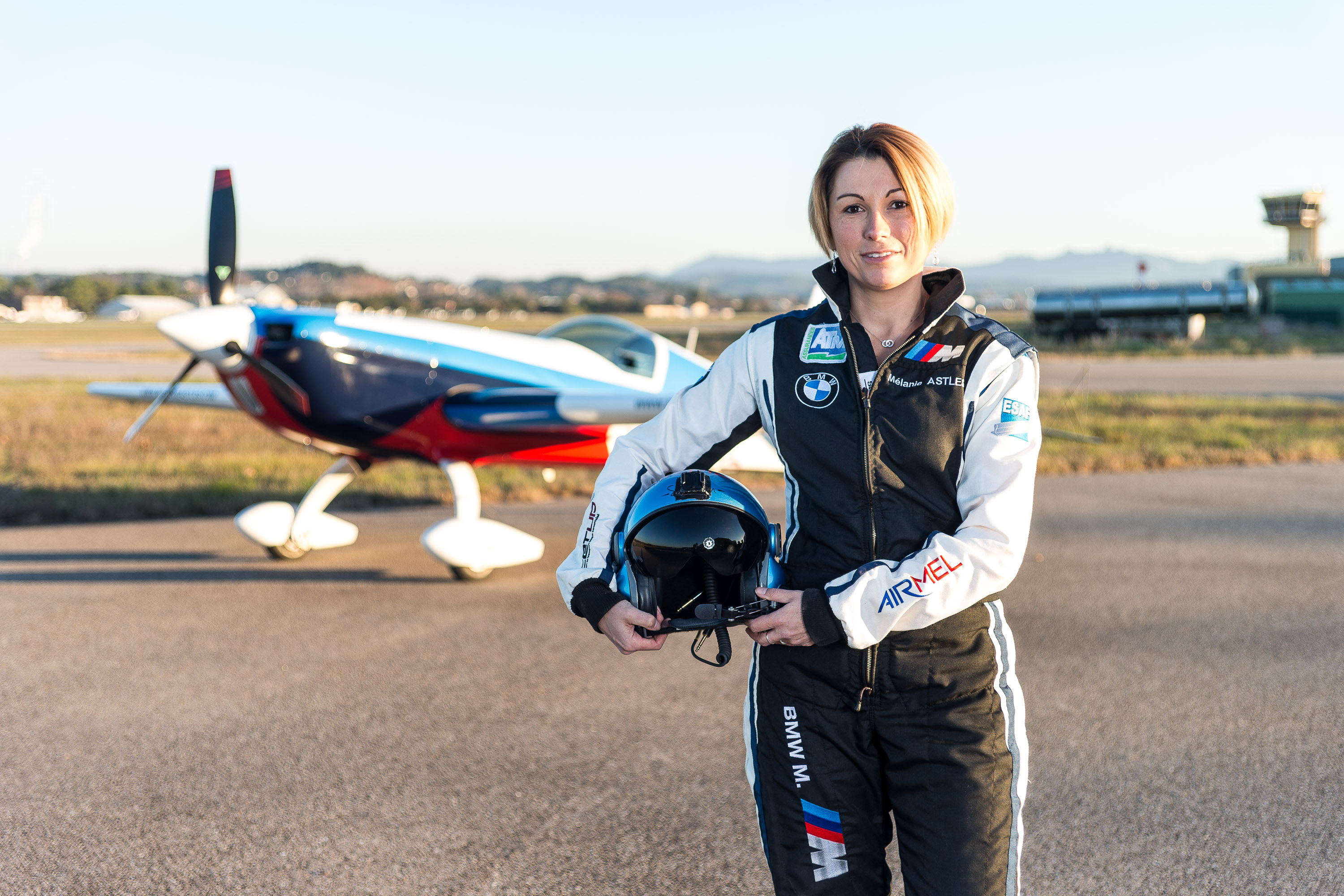
Mélanie Astles pose devant son appareil de voltige Extra 330 SC.

## Biographie
Mélanie Astles est née le 30 mai 1982 à Rugby, en Angleterre, d'une mère française et d'un père britannique. Elle y vivra jusqu'à l'âge de trois ans, avant que ses parents décident de venir en France, chez sa mère, à Beausoleil, près de Monaco.
Mélanie Astles a été élevée dans le sud du pays, dans un environnement familial modeste[réf. nécessaire].
Elle entrera à l'école élémentaire Paul Doumer (06240 Beausoleil) en 1985 et la quittera en 1993 pour entrer au collège Bellevue (06240 Beausoleil) en 1994. Elle quittera le collège Bellevue en 1996 avant d'étudier au collège Charles III de Monaco de 1996 à 1998.
Mélanie quittera le lycée Albert-Premier de Monaco, à l'âge de dix-huit ans, juste avant d'être diplômée. Néanmoins, elle a pu continuer ses études et travaillait bien. Mais, très vite, elle s'est lassée des cours et continuait à rêver de piloter des avions. Mélanie Astles voulait devenir pilote de chasse, mais le fait qu'il n'y avait qu'une seule femme pilote dans l'armée à l'époque l'a rapidement découragé. Cependant, elle a avoué que ses mauvais résultats en mathématiques et son faible niveau physique avaient rendu ce rêve impossible.
Après ses études, Mélanie Astles a trouvé un emploi dans une station-service et, un an plus tard, elle est devenue gestionnaire d'une autre. Elle a gardé ce travail pendant sept ans, motivée par ses ambitions aériennes. Elle a alors pu économiser de l'argent pour prendre des leçons de pilotage. À l'âge de 21 ans, elle a pu suivre ses premiers cours. C'est à ce moment-là qu'elle rencontre Laurent Gil son premier instructeur, qui l'a encouragée à poursuivre une carrière professionnelle. Elle a ensuite commencé à travailler bénévolement à l'école de pilotage tout en suivant des leçons gratuitement. Cela lui a permis d'avoir le nombre d'heures de vol requis pour devenir pilote professionnel.

## Parcours scolaire
- 1985 - 1993 : École élémentaire Paul Doumer, 06240 Beausoleil
- 1994 - 1996 : Collège Bellevue, 06240 Beausoleil
- 1996 - 1998 : Collège Charles III, 98000 Monaco
- 1997 - 2000 : Lycée Albert-Premier, 98000 Monaco

## Compétitions de voltige aérienne
Mélanie Astles a participé à sa première compétition en 2007 et s'est classée 6e sur 20. Et très vite, elle décroche la victoire en coupe de France de voltige catégorie espoir dès sa première année. Entre 2008 et 2009, elle décide d'élever son niveau de pilotage. Pour cela, elle fait de nouveau du bénévolat dans divers aérodromes. Elle est ainsi devenue instructeur de vol et a finalement décroché un emploi à l'École nationale de l'aviation civile (ÉNAC). Elle est revenue à la compétition en 2010 en catégorie « Promotion ». Elle remporte alors la Coupe du Nord, ainsi que le Championnat de France. Ces deux victoires lui ont donné le privilège d'être inscrite sur la liste des sportives de haut niveau par le ministère des Sports et lui ont offert une place au sein de la prestigieuse équipe de France de voltige aérienne.
En 2011, elle décide d'accélérer sa progression dans son niveau de pilotage par rapport à la concurrence, mais son désir a été accueilli avec retenue par les divers responsables de la fédération. Ils n'étaient pas contents de sa volonté de supplanter la trajectoire habituelle. Elle n'a donc pas pu voler cette année-là. Elle est revenue en 2012, aux commandes d'un avion de débutant, un Mudry Cap 10, et a fini 3e derrière deux pilotes militaires qui avaient une formation bien supérieure à la sienne et pilotaient de meilleurs avions. Ce résultat lui a permis d'accéder au niveau « Avancé » avec l'habilitation de concourir au niveau international. En 2013, à sa première compétition internationale, elle termine 9e sur 50 pilotes lors des championnats d'Europe. Elle était la femme la mieux classée dans cette compétition. Elle était également la pilote avec la formation la plus courte. En 2014, elle termine les championnats du monde de voltige aérienne en 7e position sur 66 concurrents, et 1re au classement féminin. Dans cette compétition spécifique, elle a dû surmonter une défaillance mécanique, et a été forcée d'utiliser l'avion d'un autre pilote, sur lequel elle n'avait pas d'expérience de vol. Mélanie a remporté ensuite le titre de Champion de France du niveau « Excellence » et fut ainsi qualifiée pour intégrer le niveau « Unlimited » pour l'année 2015, le plus haut niveau dans ce sport.
En 2015, Mélanie Astles décroche donc sa première sélection en équipe de France Elite et participe au Championnat du monde « Unlimited » organisé sur l'aéroport de Châteauroux-Déols où elle termine à la 38e place. Malgré ce résultat modeste, elle a énormément progressé, en se mesurant ainsi, à l’élite mondiale. Au cours de cette même année, celle qui dans le civil est instructrice à l’ÉNAC, a réussi les sélections d’Air France et se trouve désormais sur la liste d’attente. À 33 ans, son rêve est ainsi devenu réalité. En décembre, pour terminer cette belle année, elle brille aux sélections organisées par Red Bull, en Espagne.
Elle est aujourd'hui[Quand ?] cinq fois championne de France, et fait partie des dix meilleurs pilotes de voltige féminines aux niveaux européen et mondial. Elle est aussi devenue ambassadrice pour BMW France.
Début 2016, Red Bull lui offre un ticket pour le circuit Red Bull Air Race, dans la catégorie « Challenger » qui est l’antichambre de la catégorie reine des Masters. Mélanie Astles devient ainsi la première femme à décrocher une place dans cette course entre pylônes. Pour ses débuts aux commandes de son CAP 230, elle sera seule à concourir faces aux hommes dans cette discipline exigeante. Afin de s’invertir pleinement dans sa nouvelle vie de compétitrice de haut niveau, en plus de sa participation aux différents Championnats de France et d’Europe au sein de l’équipe de France de Voltige, Mélanie envisage de mettre sa carrière d’instructrice temporairement entre parenthèses.
Le Championnat Red Bull Air Race 2016, qui compte huit manches, a débuté le 11 mars, par la course d'Abu Dhabi où Mélanie a fait son intégration sans toutefois participer au classement.

## Résultats

### Voltige aérienne[2]
| Année | Coupe de France                                                        | Championnat de France                                                  | Championnat d'Angleterre                                               | Championnat d'Europe                                                   | Championnat du monde                                                   |
| ----- | ---------------------------------------------------------------------- | ---------------------------------------------------------------------- | ---------------------------------------------------------------------- | ---------------------------------------------------------------------- | ---------------------------------------------------------------------- |
| 2007  | 1re/17 (Catégorie Espoir)                                              |                                                                        |                                                                        |                                                                        |                                                                        |
| 2010  |                                                                        | 1re/7 (Catégorie biplace promotion)                                    |                                                                        |                                                                        |                                                                        |
| 2012  |                                                                        | 3e/14 (Catégorie biplace National 2)                                   |                                                                        |                                                                        |                                                                        |
| 2013  |                                                                        | 19e/26 (Catégorie monoplace National 1)                                |                                                                        | 9e/49 (Catégorie Advanced)                                             |                                                                        |
| 2014  |                                                                        | 1re/10 (Catégorie monoplace Excellence)                                |                                                                        |                                                                        | 7e/66 (Catégorie Advanced)                                             |
| 2015  |                                                                        | 11e/17 (Catégorie monoplace Élite)                                     |                                                                        |                                                                        | 38e/58 (Catégorie Unlimited)                                           |
| 2016  | Pas de compétition voltige, car première course en Red Bull Air Race ! | Pas de compétition voltige, car première course en Red Bull Air Race ! | Pas de compétition voltige, car première course en Red Bull Air Race ! | Pas de compétition voltige, car première course en Red Bull Air Race ! | Pas de compétition voltige, car première course en Red Bull Air Race ! |
| 2017  |                                                                        | 16e/17 (catégorie monoplace élite)                                     |                                                                        |                                                                        |                                                                        |
| 2018  |                                                                        | 14e/21 (catégorie monoplace élite)                                     |                                                                        |                                                                        |                                                                        |
| 2019  |                                                                        | 10e/19 (catégorie monoplace élite)                                     | Overall Champion                                                       |                                                                        | 56e/61 (Unlimited)                                                     |
| 2020  |                                                                        | Championne de France élite (6e/20)                                     |                                                                        |                                                                        |                                                                        |
| 2021  |                                                                        | Championne de France élite (7e/21)                                     | Championne d'Angleterre "Unlimited"                                    |                                                                        |                                                                        |

### Red Bull Air Race

#### Challenger Class
| Year | 1 | 2 | 3 | 4 | 5 | 6 | 7 | 8   | Points | Wins | Position |
| ---- | - | - | - | - | - | - | - | --- | ------ | ---- | -------- |
| 2016 | - | 6 | 4 | 5 | 4 | 5 | 2 | CAN | 16     | 0    | 7        |
| 2017 | 3 | - | - | 5 | 4 | 3 | 5 | 1   | 23     | 1    | 5        |
| 2018 | - | 4 | 4 | 4 | - | 4 | - | -   | 16     | 0    | 8        |